# Stethoperma candezei
Stethoperma candezei là một loài bọ cánh cứng trong họ Cerambycidae.